# Diecezja Maradi
Diecezja Maradi (łac. Dioecesis Maradensis) – rzymskokatolicka diecezja w Nigrze, obejmująca swoim zasięgiem część terytorium kraju.
Siedziba biskupa znajduje się w Katedrze NMP z Lourdes w Maradi.

## Historia
Diecezja Maradi powstała 13 marca 2001. Erygował ją papież Jan Paweł II bullą Summa diligentia, wyłączając jej teren z diecezji Niamey (obecnie archidiecezja Niamey). Początkowo diecezja Maradi podlegała bezpośrednio Stolicy Świętej. W skład prowincji kościelnej z metropolią w Niamey weszła 25 czerwca 2007. W styczniu 2015 pięciu katolików zostało zabitych i spalono liczne świątynie i kaplice podczas zamieszek, które wybuchły w związku z bluźnierczymi karykaturami opublikowanymi przez francuski tygodnik Charlie Hebdo. Kościół katolicki w Nigrze zmuszony został do przerwania jakiejkolwiek działalności, zawieszono publiczny kult oraz zamknięto spalone szkoły.

## Biskupi
- ordynariusz: bp Ignatius Anipu MAfr

## Podział administracyjny
W skład diecezji Maradi wchodzi 7 parafii

## Główne świątynie
- Katedra: Katedra NMP z Lourdes w Maradi